# Šavac
Pour les articles homonymes, voir Savac.
Ne doit pas être confondu avec Services automobiles de la vallée de Chevreuse.
Šavac (en serbe cyrillique : Шавац) est un village de Serbie situé dans la municipalité de Paraćin, district de Pomoravlje. Au recensement de 2011, il comptait 503 habitants.

## Démographie

### Évolution historique de la population
| 1948 | 1953  | 1961 | 1971 | 1981 | 1991 | 2002 | 2011 |
| ---- | ----- | ---- | ---- | ---- | ---- | ---- | ---- |
| 971  | 1 029 | 927  | 831  | 799  | 769  | 533  | 503  |

|  |